# Brebu (gmina w okręgu Prahova)
Brebu – gmina w Rumunii, w okręgu Prahova. Obejmuje miejscowości Brebu Mânăstirei, Brebu Megieșesc, Pietriceaua i Podu Cheii. W 2011 roku liczyła 7103 mieszkańców.